# Jukurit Mikkeli
Le Jukurit Mikkeli est un club de hockey sur glace de Mikkeli en Finlande. Il évolue en SM-liiga, le premier échelon finlandais. Le Jukurit a été sacré champion de Mestis (deuxième division) sept fois au cours de son existence.

## Historique
Le club a été créé en 1970. En 2016, Jukurit rejoint le SM-liiga (Championnat de Finlande de hockey sur glace) à la suite de la faillite de Espoo Blues.

## Palmarès
- Vainqueur de la Mestis : 2001, 2002, 2003, 2006, 2013, 2015, 2016.
- Vainqueur de la Suomi-sarja : 2000.

### Numéros retirés
- 21 - Sami Lehmusmetsä
- 24 - Lasse Kanerva